# جان باولو فرناندس فيلهو
جان باولو فرناندس فيلهو (بالبرتغالية: Jean Paulo Fernandes Filho‏) هو لاعب كرة قدم برازيلي في مركز حراسة المرمى، ولد في 26 أكتوبر 1995 في سالفادور في البرازيل. شارك مع منتخب البرازيل تحت 20 سنة لكرة القدم. أما مع النوادي، فقد لعب مع نادي باهيا.

## وصلات خارجية
- جان باولو فرناندس فيلهو على موقع الاتحاد الدولي (مؤرشف)  (الإنجليزية)
- جان باولو فرناندس فيلهو على موقع قاعدة بيانات كرة القدم.إي يو (الإنجليزية)
- جان باولو فرناندس فيلهو على موقع Soccerway.com (الإنجليزية)
- جان باولو فرناندس فيلهو على موقع أوليمبيديا (الإنجليزية)